# Do My Best
Singles de Yūko Nakazawa
Genki no Nai Hi no Komoriuta (...)
(2004) Urara
(2006)
Do My Best (écrit en capitales : DO MY BEST) est le dixième single en solo de Yūko Nakazawa, sorti en 2004. 

## Présentation
Le single sort le 26 mai 2004 au Japon sous le label zetima, écrit et produit par Tsunku. Il atteint la 52e place du classement de l'Oricon. Il se vend à 5 156 exemplaires la première semaine, et reste classé pendant trois semaines, pour un total de 7 011 exemplaires vendus ; c'est alors la seconde plus faible vente d'un disque de la chanteuse, après celle de son précédent single. 
La chanson-titre sert de thème musical à la série télévisée (drama) Home Maker (ほーむめーかー) dont Yūko Nakazawa est la vedette, diffusée d'avril à juin sur la chaine TBS. Elle figurera sur son deuxième album solo, Dai Nishō ~Tsuyogari~, qui sort deux mois plus tard ; elle figurera aussi sur la compilation Petit Best 5 de fin d'année, puis sur sa propre compilation Legend de 2008.

## Liste des titres
1. Do My Best (DO MY BEST?)
2. Kitto Doko ka ni Akai Ito (きっと どこかに赤い糸?)
3. Do My Best (Instrumental) (DO MY BEST...?)